# قشلاق خانه‌برق
قشلاق خانه‌برق یکی از روستاهای استان آذربایجان شرقی است که در دهستان بناجوی غربی بخش مرکزی شهرستان بناب واقع شده‌است.این روستا ۸۴۱ نفر جمعیت دارد.